# 惡魔的發明
惡魔的發明是法國小說家朱爾·凡爾納的小說，1896年出版，曾被改編成電影。

## 概要
描寫一位懷有野心的伯爵，想利用新型炸彈征服世界卻失敗的故事。

## 外部連結
- 原文小說 （页面存档备份，存于）